# Efeito de Troxler

Olhando para a cruz no centro da imagem por aproximadamente vinte segundos as manchas em lilás desaparecem. Pode ser observado uma única bolinha esverdeada movimentando-se

Efeito de Troxler é um fenômeno de percepção visual. Caracteriza-se pela fixação do olhar num ponto fixo que faz o que está na visão periférica desaparecer. O fenômeno foi descoberto em 1804 por Ignaz Paul Vital Troxler.